# ロバート・クルーヘン
ロバート・クルーヘン（Robert "Bobbie" Cloughen、1889年1月26日 – 1930年8月7日）は、アメリカ合衆国の陸上競技選手。1908年に開催されたロンドンオリンピックの200メートル走で銀メダルを獲得した。

## 経歴
アイルランドに出自を持ち、実父のジョンは1909年に5代目のマンハッタン区長官に就任している。クルーヘンはアイリッシュ・アメリカン・アスレチッククラブ（en:Irish American Athletic Club）の一員として、陸上競技に取り組んだ。
1908年のロンドンオリンピックでは、最初アメリカ代表チームへ加入できなかったが、不定期船でヨーロッパに渡り、代表チーム入りを現地で許可された。ロンドンオリンピックでは、100メートル競走と200メートル走の2種目に出場した。100メートル走では予選で1位となったものの、準決勝を棄権した。
ロンドンオリンピックでの200メートル走は、15の国から43人の選手が出場して7月21日（予選）、7月22日（準決勝）、7月23日（決勝）の日程で実施された。クルーヘンは予選8組を23秒4の記録で1位となって準決勝に進み、準決勝も1位（22秒6）となって決勝に挑むことになった。決勝ではカナダ代表のボビー・カーと同タイムだったが、僅差で銀メダルを獲得した。
ロンドンオリンピックと同年の1908年にAAUが主催したジュニア選手権の100ヤード走で10秒2の記録を出して優勝し、同年のAAU主催室内競技会でも60ヤード走と75ヤード走で優勝して「アメリカ国内最良のスプリンターの1人」という評価を定着させた。AAU主催室内競技会では、1910年にも60ヤード走で優勝している。
1909年、130ヤード走で当時の世界新記録12秒8を記録した。1910年には、110ヤード 走で10秒8の世界記録を樹立している。
1922年に、バーモント大学の陸上競技コーチに就任した。 その後バーモント州からニューヨークに戻って、ブルックリンにあるエラスムス・ホール高校の陸上競技部のコーチを1926年から1930年まで務めた。1930年8月、オリンピック代表への復帰を目指してトレーニング中に死去した。